# Børøyfjorden (Bømlo)
Børøyfjorden er en elleve kilometer lang sidefjord til Bømlafjorden og Hardangerfjorden i Bømlo kommune i Vestland fylke i Norge. Fjorden ligger lidt syd for midten af kommunen mellem øerne Børøy, som fjorden er opkaldt efter, i vest, Moster i øst og selve Bømlo i nord og vest.
Fjorden har indløb mellem Totsholmen i øst og Bardodden på Midtøya i vest. Herfra strækker fjorden sig generelt nordover, men har en række vige  langs hele længden, samt  flere små øer. Lige indenfor indløbet ligger Russøya og øst for denne ligger dele af landsbyen  Moster ved Grindheimvågen. Mosterhamn ligger på anden side af øen ved Bømlafjorden. Fra Børøyfjorden går Tungholmsundet til Håvikosen og Håvikvågen. Fra Håvik inderst i Håvikvågen, stiger Siggjo stejlt op til 474 meter over havet. Ved Tungeholmsundet går Røyksundkanalen som fører næsten to kilometer mod øst til Spyssøysundet og Gassasundet vest for Spyssøya. Vest for Håvik og Siggjo ligger Finnåsvika og innerst i vigen ligger bbyggelserne Finnås og Sakseid. Fra Sakseid går Kulleseidkanalen ud til Trøytarosen, Vornesosen, Hiskosen og syd for Hiskjo ud mod havet. I Finnåsvika ligger Ulvesøya og syd for denne Børøy, som har en lille begyggelser længst miod syd.